# Med Roald Amundsens Nordpolsekspedition til første vinterkvarter
Med Roald Amundsens Nordpolsekspedition til første vinterkvarter är en norsk svartvit stumfilm (dokumentär) från 1923. Filmen regisserades och fotades av Reidar Lund.
Filmen följer Roald Amundsens expedition till Nordpolen 1922 och tar sin början i Seattle, Washington, USA varifrån expeditionen reser iväg med skeppet Maud. Via Berings sund och Alaska tar sig sällskapet till Nordpolen.
I över 40 år ansågs filmen vara förlorad, men sedan fann man en kopia i Nederländerna. Denna kopia restaurerades och är delvis färglagd. Den nyrestaurerade kopian försågs med nykomponerad musik av Stephen Horne. Producent var Haldor Krogh. Filmen gavs också ut på DVD.
Filmen är den första av fem filmer under 1920-talet som skildrar Amundsens expeditioner.